# Шонуй
Шону́й (рос. Шонуй) — село у складі Красночикойського району Забайкальського краю, Росія. Входить до складу Мензинського сільського поселення.

## Населення
Населення — 98 осіб (2010; 109 у 2002).
Національний склад (станом на 2002 рік):
- росіяни — 100 %